# Erland Tybjerg
Erland Tybjerg (født 27. juli 1863 i København, død 3. juli 1925 sammesteds) var en dansk retskyndig.
Tybjerg blev student 1881, cand. jur. 1886, fik 1889 universitetets guldmedalje for en afhandling om presseforbrydelserne, 1890 assistent i Justitsministeriet, 1897 fuldmægtig sammesteds, 1898 assessor (dommer) i Københavns Kriminal- og Politiret, 1910 i den kongelige Landsoverret samt Hof- og Stadsret, 1915 i Højesteret. Dr. jur. blev han 1904 og 1906 medredaktør af Ugeskrift for Retsvæsen, 1907—16 var han censor ved de juridiske eksaminer. 1892—99 fungerede Tybjerg som sekretær ved den ifølge kongelig reskript af 11. maj 1892 nedsatte proceskommission — jevnfør den af ham udarbejdede oversigt Retspleje-Reformen (1899) —, 1902—03 var han medlem af den ved kongelig resolution af 28. august 1902 nedsatte kommission til udarbejdelse af lovforslag om tvangsakkord uden for konkurs og om udvidelse af adgangen til tvangsakkord under konkurs, hvis arbejder satte frugt i loven af 14. april 1905. Han blev formand for akkordretten 1918. Foruden forskellige tidsskriftafhandlinger — i Ugeskrift for Retsvæsen, Tilskueren og andre steder —, artikler i Salmonsens Konversationsleksikon, doktordisputatsen Om Bevisbyrden (1904) skrev Tybjerg til Hages Haandbog i Handelsvidenskab (1894, 5. udgave 1926) en førstehåndsfremstilling af handels- og søretten, ligesom han for Danmarks vedkommende var medarbejder ved Josef Kohlers Die Handelsgesetze des Erdballs (I—XIV 1912—19). I 1918 udgav Tybjerg Realregister til Domssamlingerne i civile Sager 1907—16 (I—II). Tybjerg var utvivlsomt en af sit slægtleds betydeligste jurister med åbent blik for vekselvirkningen mellem samfundslivet og retten og med udpræget forståelse af betydningen af samtidens sociale spørgsmål. 1905—16 var han formand for Foreningen af 1837 til forsømte Børns Frelse, 1910 blev han næstformand, 1920 formand for Den Faste Voldgiftsret.